# Geocoin

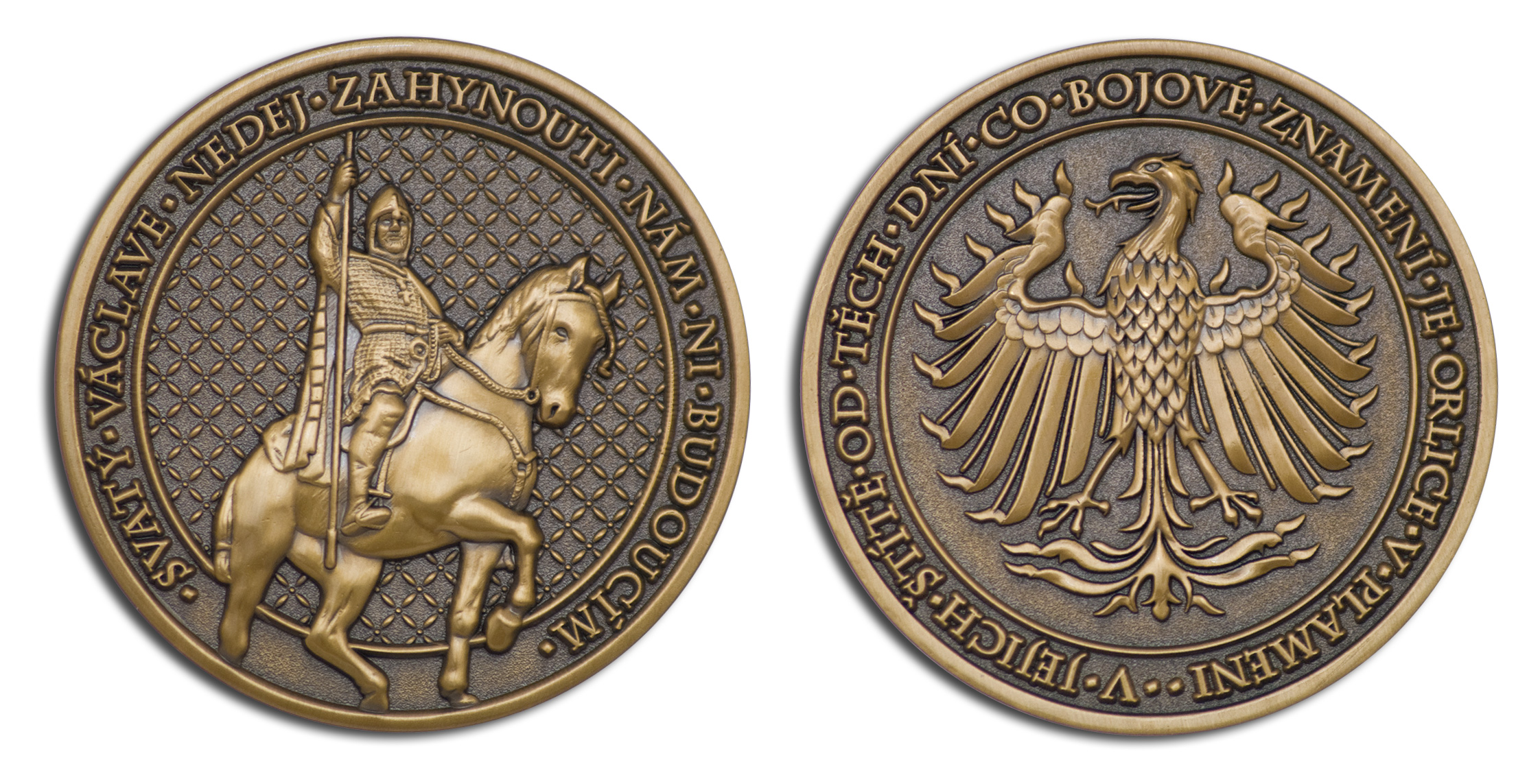
Svatý Václav (Saint Wenceslas) geocoin in Antique Gold finish

Geocoin je mince pro hru geocaching, která může být opatřená unikátním kódem, a měla by obsahovat nápis "Trackable on Geocaching.com" nebo "Track on Geocaching.com.". Geocoin nemusí být pouze z kovu, lze se setkat s geocoiny z různých materiálů jako dřevo, kamen, sklo, papír, kůže a plast nebo jejich kombinací. Mohou mít velikost menší než 1 cm, ale také mohou být větší než 10 cm. Geocoin nemusí být jen plochý (ražený), ale může být i trojrozměrný (např. kostka, korunka nebo figurka robota). Stejně jako travelbug má za úkol cestovat z cache do cache po celém světě (pokud majitel geocoinu nestanovil jiný). Pohyb a úkol geocoinu se sleduje díky unikátnímu kódu na serveru Geocaching.com. Geocoin není předmět běžné výměny a není za něj nutné do keše cokoliv dát, ale také není možné si místo něj cokoliv vzít. Ponechat si ho smíte pouze 14 dní (výjimkou jsou CWG), pak ho musíte vložit do cache, nebo napsat majiteli, jaké s jeho geocoinem máte plány (např. za měsíc jedu do zámoří, vezmu ho s sebou).

## CWG (Czech Wood Geocoin)

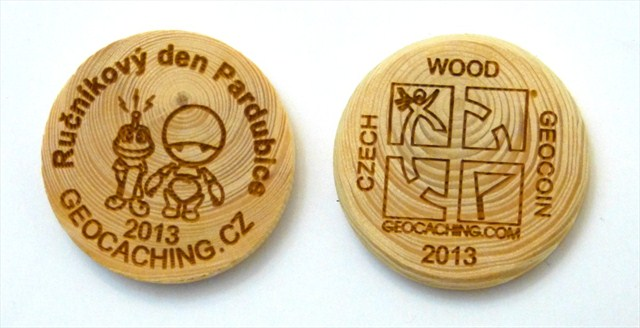
Líc a rub CWG. Na rubu je jednotný vzor, logo a nápis, na líci individuální obrázek majitele/tvůrce CWG. V tomto případě CWG vydané u příležitosti eventu v Pardubicích.

CWG je zvláštní typ geocoinu, jenž si můžete ponechat. Na rozdíl od ostatních geocoinů neobsahuje kód pro sledování a v rámci geocachingu je považován za předmět běžné výměny (do keše musí být místo něj vložen jiný předmět stejné nebo vyšší hodnoty) v ceně cca 10 Kč . Jedná se o dřevěná kolečka o průměru 35mm, v nichž je laserem gravírovaný obrázek. Používají se pro výměnu a slouží jako jakási vizitka geocachera (hráč geocachingu).
- CWG je osobní identifikační předmět geocachera vhodný pro výměnu v keších a ke sbírání
- na rubu CWG je logo Groundspeak, jehož použití je pro tento účel schváleno a rok výroby
- na přední straně CWG je libovolný obrázek podle přání prvního majitele doplněný o jeho přezdívku, případně název eventu
- oficiální datum vzniku série CWG je 29.9.2005
- existuje též speciální edice – např. eventové CWG
- existují další národní mutace jako SWG (Slovak Wood Geocoin), které se souhrnně označují jako xWG
- vzor a šablony xWG může za dodržení předepsaných podmínek použít každý geocacher
- výrobu CWG je dnes možno zajistit na mnoha místech